# La Constitution du 3 mai 1791
La Constitution du 3 mai 1791 (en polonais : Konstytucja 3 Maja 1791 roku) est un tableau romantique peint à l'huile sur toile en 1891 par l'artiste polonais Jan Matejko. De grandes dimensions, le tableau commémore la Constitution polonaise du 3 mai 1791, étape importante dans l'histoire de la république des Deux Nations et point culminant des Lumières polonaises.
Comme beaucoup d'œuvres de Matejko, le tableau présente une scène grandiose peuplée de nombreux personnages historiques, dont le dernier roi de Pologne, Stanisław August Poniatowski, les maréchaux de la Grande Diète Stanisław Małachowski et Kazimierz Nestor Sapieha, des auteurs de la Constitution comme Hugo Kołłątaj et Ignacy Potocki, ou d'autres grandes figures contemporaines telles que Tadeusz Kościuszko. Une vingtaine d'individus ont été identifiés par les historiens modernes, tandis qu'une dizaine d'autres qui avaient été signalés dans des sources plus anciennes comme étant présentes, attendent une identification définitive.
Le tableau a été peint entre janvier et octobre 1891 pour célébrer le centenaire de la Constitution. C'est l'une des dernières œuvres de Matejko, décédé en novembre 1893. Le tableau a été exposé à Lwów (aujourd'hui Lviv, Ukraine) jusqu'en 1920, date à laquelle il a été transféré à Cracovie. Il a été caché pendant la Seconde Guerre mondiale et a ensuite été transféré à Varsovie, où il est conservé au palais royal.

## Sujet
La Constitution du 3 mai 1791 a été adoptée en tant que « loi gouvernementale » (Ustawa rządowa) à cette date par le Sejm (parlement) de la république des Deux Nations. Elle a été qualifiée de première constitution de ce type en Europe et de deuxième constitution la plus ancienne au monde,.
Elle a été conçue pour corriger les défauts politiques qui accablaient la Pologne-Lituanie depuis de nombreuses années. Le système de « Liberté dorée », qui conférait des droits disproportionnés à la noblesse, avait de plus en plus corrompu la politique de la République. La Constitution cherchait à supplanter l'anarchie existante entretenue par certains des magnats du pays par une monarchie constitutionnelle plus démocratique. Elle introduit l'égalité politique entre la bourgeoisie et la noblesse (szlachta) et place les paysans sous la protection du gouvernement, atténuant ainsi les pires abus du servage. La Constitution a aboli les institutions parlementaires pernicieuses telles que le liberum veto, qui à un moment donné avait mis le Sejm à la merci de tout député qui pourrait choisir, ou être soudoyé par un intérêt ou une puissance étrangère, d'annuler la législation adoptée par ce Sejm.
L'adoption de la Constitution du 3 mai s'est heurtée à des réactions politiques et militaires hostiles de la part des voisins de la République. Au cours de la guerre polono-russe de 1792 (parfois appelée « guerre pour la défense de la Constitution »), la Pologne-Lituanie fut attaquée par la Russie impériale de Catherine la Grande, alliée à la confédération de Targowica, une coalition de magnats polonais et de nobles sans terre qui s'opposaient aux réformes susceptibles d'affaiblir leur influence. L'allié de la République, la Prusse de Frédéric-Guillaume II, a rompu son alliance et la Pologne-Lituanie a été vaincue.
Finalement, la Constitution du 3 mai est restée en vigueur un peu plus d'un an. Malgré la défaite dans la guerre polono-russe et les partitions qui ont suivi, la Constitution du 3 mai est restée pendant plus de 123 ans un phare dans la lutte pour restaurer la souveraineté polonaise,. Selon les mots de deux de ses co-auteurs, Ignacy Potocki et Hugo Kołłątaj, elle est « la dernière volonté et le testament du pays expirant ».

## Historique

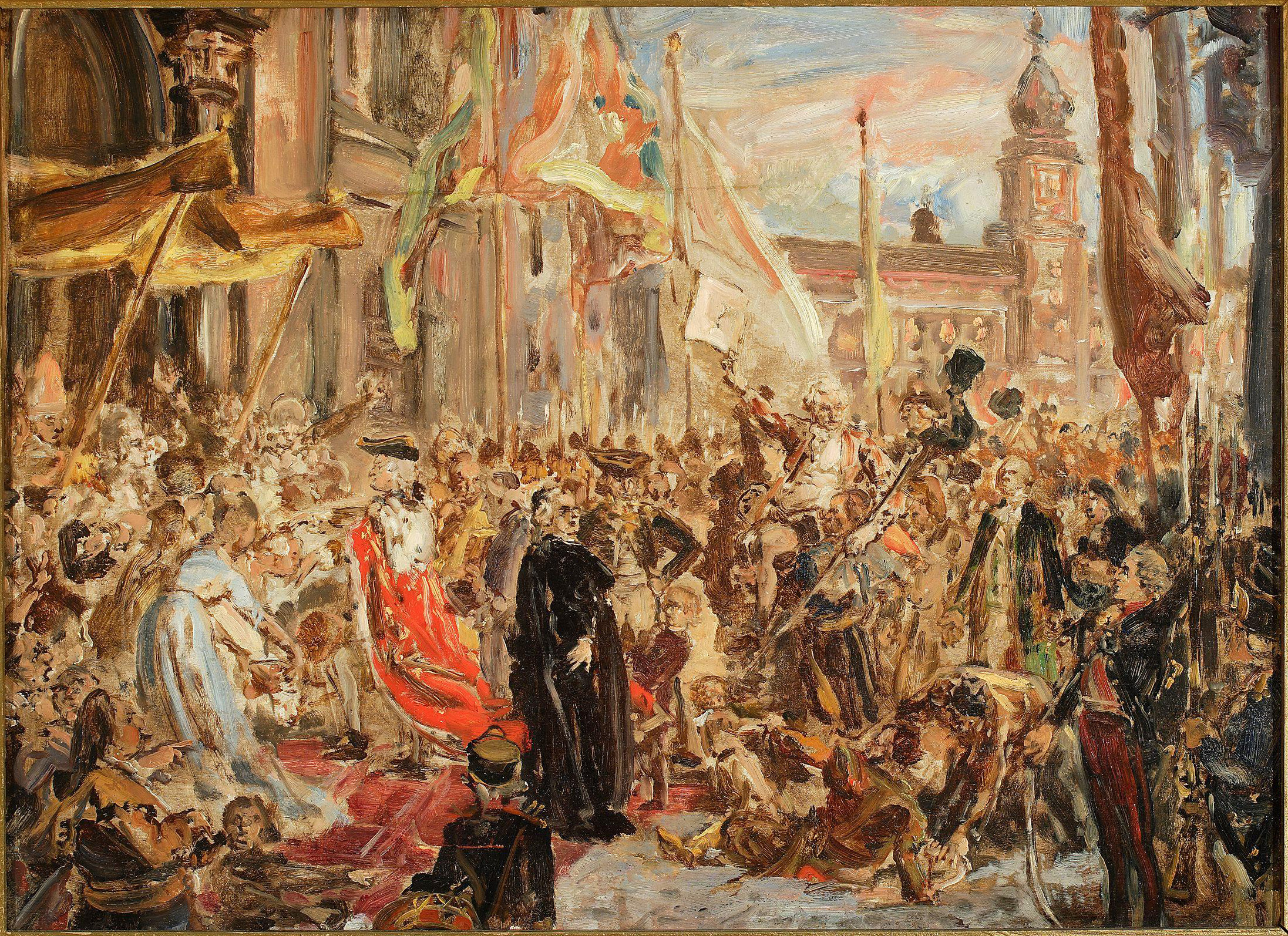
Esquisse, 1890, Muzeum Narodowe w Warszawie

Une esquisse de l'œuvre a été présentée dans le cycle Histoire de la civilisation polonaise.
Matejko a commencé à travailler sur le tableau à la mi-janvier 1891, pour coïncider avec le centenaire de la Constitution. Bien que le tableau n'ait été terminé qu'en octobre, le 3 mai, il était suffisamment avancé pour être présenté à l'exposition anniversaire se déroulant au Sukiennice de Cracovie. Le 7 avril 1892, Matejko remet le tableau au prince Eustachy Stanisław Sanguszko, maréchal du Sejm de Galicie à Lwów. Il est exposé dans le bâtiment du Sejm (aujourd'hui le bâtiment principal de l'Université de Lviv). Le tableau est l'un des derniers de Matejko, décédé en novembre 1893.
En 1920, deux ans après l'indépendance de la Pologne, le tableau est transféré à Cracovie où, depuis 1923, elle est exposée dans le bâtiment de la Diète de Pologne. Cachée par la résistance polonaise pendant la Seconde Guerre mondiale, alors que la Pologne est occupée par les Allemands, la peinture est transférée au musée national de Varsovie après la guerre, et a parfois été exposée dans le bâtiment de la Diète,. Depuis 1984, le tableau fait partie de la collection du château royal de Varsovie, où Matejko lui-même a déclaré qu'il aimerait le voir. Il est accroché dans l'antichambre de la Chambre des sénateurs, où la Constitution a été adoptée. La peinture a été restaurée en 2007.

## Importance et historiographie

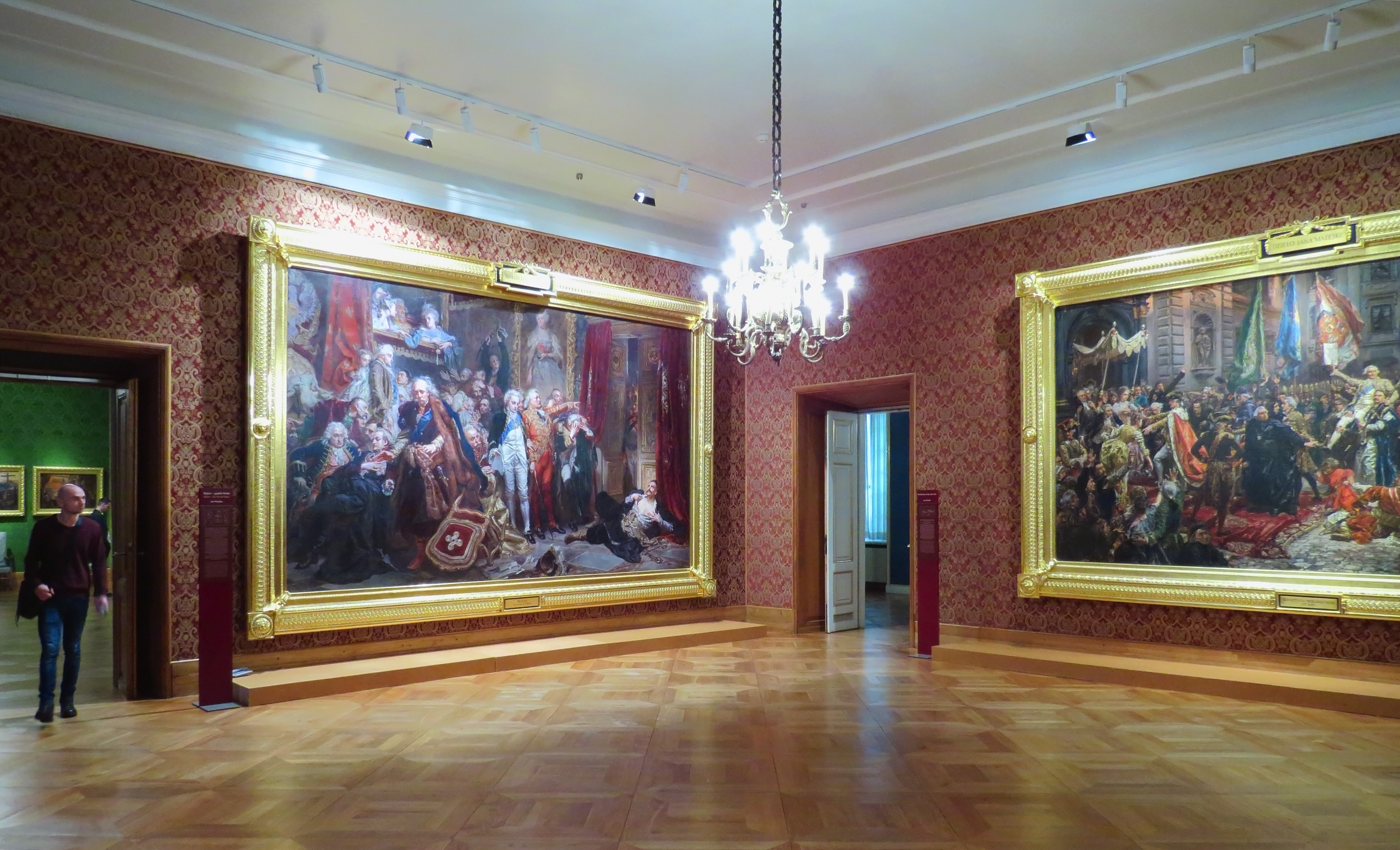
Rejtan et La Constitution du 3 mai 1793 au palais royal de Varsovie en 2017

Le tableau est l'une des œuvres les plus connues de Matejko. S'il est aujourd'hui communément considéré comme l'un de ses chefs-d'œuvre, une « éducation à l'histoire nationale »,, il a été moins bien accueilli par ses contemporains, les critiques du début du siècle le critiquant pour être « trop encombré » et avec une composition peu claire. Même les partisans des œuvres précédentes de Matejko étaient beaucoup plus prudents dans leur éloge de ce tableau.
La technique de Matejko dans cette peinture était subtilement mais sensiblement différente par rapport à ses autres peintures ; les auteurs Wrede et al. attribuent cela à l'exploration par Matejko de nouvelles techniques, mais notent que les critiques contemporaines ont vu cet écart par rapport à son ancien style comme la forme affaiblissante du maître mourant et n'ont pas applaudi les changements. Ils notent également que Matejko consacrait généralement deux ans à des tableaux de cette taille, mais que celui-ci a été achevé en moins d'un an, à une époque où Matejko travaillait sur d'autres projets et souffrait de stress et de dépression. Matejko lui-même n'aimait pas le XVIIIe siècle et les Lumières polonaises, préférant peindre « n'importe quel autre siècle ». Il s'est senti obligé, cependant, par l'anniversaire de la Constitution de créer une œuvre d'art commémorant l'événement, qu'il a reconnu comme historiquement significatif.
Matejko identifiait généralement les personnages de ses peintures avec une légende écrite, mais il n'en créa pas pour la Constitution. Par conséquent, certains personnages du tableau n'ont pas été identifiés. Une légende partielle a été écrite par la secrétaire de Matejko, Marian Gorzkowski (pl), et même si elle fournit une liste de 39 caractères, Wrede et al. jugent que sa « description chaotique » n'est pas très utile. Une analyse moderne a été conduite par les historiens polonais Jarosław Krawczyk (pl) et Emanuel Rostworowski (en).

## Description

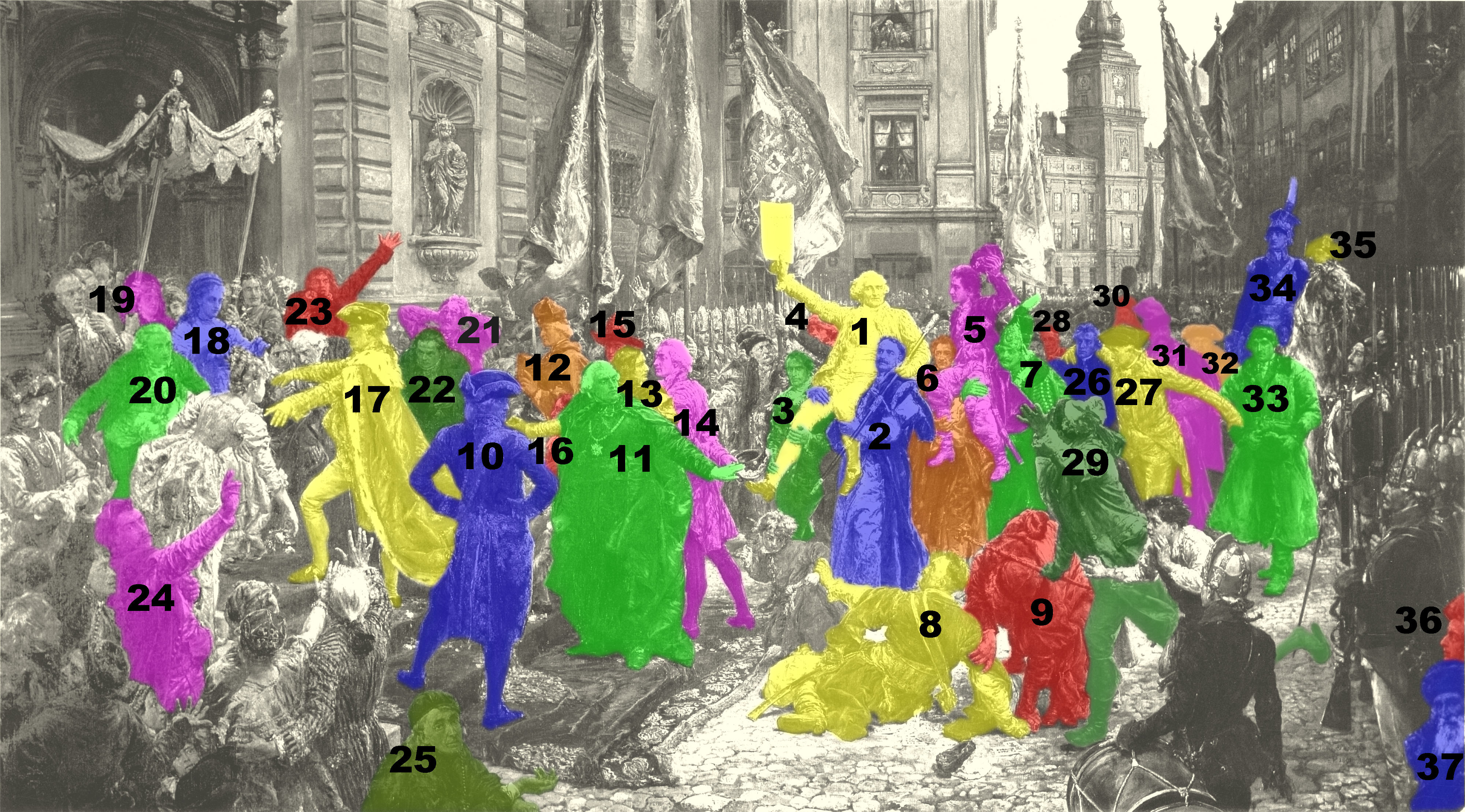
Personnes identifiées (voir le texte pour la légende)

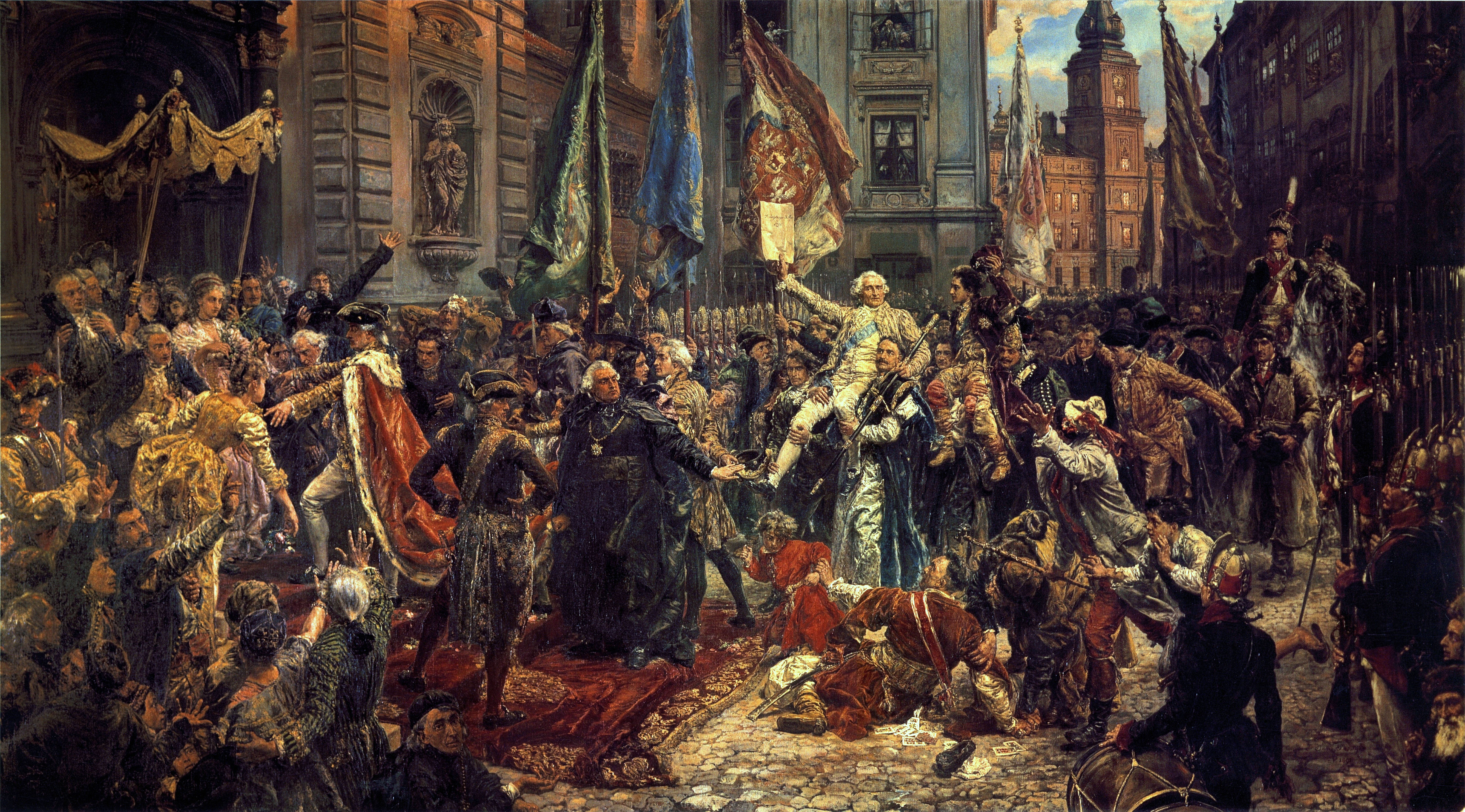
Plus grande résolution

Le tableau, situé en fin d'après-midi du 3 mai 1791, montre la procession des députés depuis le Château Royal (en arrière-plan), où la Constitution vient d'être adoptée par le Grand Sejm, jusqu'à la Collégiale Saint-Jean (à gauche, aujourd'hui cathédrale), où un Te Deum sera chanté. Le cortège descend la rue Saint-Jean (ulica Świętojańska), entouré d'habitants de Varsovie et de visiteurs enthousiastes. Les députés sont protégés par des militaires.
Alors que la procession était un véritable événement historique, Matejko a pris de nombreuses libertés artistiques, telles que l'inclusion de personnes qui n'étaient en fait pas présentes ou qui étaient décédées plus tôt. Il l'a fait parce qu'il voulait que le tableau soit une synthèse des dernières années de la république des Deux Nations. Il a également estimé qu'il n'y avait pas de véritable moment ou lieu historique qui capturait pleinement l'esprit de la Constitution, et donc lui, l'artiste, avait besoin de créer un tel moment.

### Centre
Le tableau est centré sur le maréchal du Sejm Stanisław Małachowski (1), qui porte un costume blanc d'inspiration française. Małachowski tient le bâton de maréchal dans sa main gauche et lève triomphalement le texte de la Constitution dans sa main droite. Bien que le document historique s'intitule Ustawa rządowa (Ordonnance gouvernementale), Matejko a choisi de rendre plus explicite la page de titre du document, et en même temps d'inscire le nom du tableau en son centre. Małachowski est porté par les députés Aleksander Linowski (pl) de Cracovie (2) (à sa droite) et Ignacy Zakrzewski de Poznań (3) (à sa gauche). Leur présence s'explique parce que Cracovie et Poznań sont les principales villes de deux grandes régions de Pologne : la Petite-Pologne et la Grande-Pologne. Sous la main droite de Małachowski, il y a un personnage avec une tête bandée tenant un drapeau : il s'agit de Tadeusz Kościuszko (4), et sa blessure à la tête fait référence à la bataille de Maciejowice, qui a eu lieu lors de l'insurrection de Kościuszko en 1794, trois ans après l'événement représenté dans le tableau,. À gauche de Kościuszko, se trouve un personnage identifié par Wrona et al. comme le prince Adam Kazimierz Czartoryski, bien que cela soit contesté par d'autres sources.
Un autre personnage, à droite de Małachowski, est porté en triomphe : il s'agit de Kazimierz Nestor Sapieha (5), maréchal de la confédération lituanienne et deuxième maréchal du Sejm. Il est vêtu de vêtements polonais plus traditionnels. Entre Małachowski et Sapieha, la tête de Julian Ursyn Niemcewicz (6), écrivain bien connu, est visible. Il semble porter Sapieha. L'autre personnage portant Sapieha, à sa droite, est Michał Zabiełło (7).
Au centre inférieur du tableau, Matejko montre une scène qui s'est déroulée dans le Château Royal. Jan Suchorzewski (en) (8), député de Kalisz et opposant à la Constitution, est tombé à terre, tenant son jeune fils d'un bras ; son autre main, tenant un couteau, est tenue par Stanisław Kublicki (pl) (9), debout à sa droite,,. Kublicki était un député d'Inflanty, partisan des causes citadines et paysannes et de la Constitution,,. L'artiste fait ici allusion à la tentative infructueuse de Suchorzewski d'empêcher le roi de signer la Constitution, au cours de laquelle il menaça de tuer son propre fils pour le sauver de « l'esclavage de la Constitution ». Un jeu de cartes est tombé de la poche de Suchorzewski, une référence à la manière dont il a été soudoyé par l'ambassadeur russe anti-Constitution Otto Magnus von Stackelberg et l'hetman Branicki ; Suchorzewski a soudainement commencé à gagner de grosses sommes d'argent dans les jeux, malgré ses faibles compétences en tant que joueur. Branicki (10) se tient debout entre le roi et Suchorzewski, vêtu d'un uniforme russe, préfigurant le grade de général qu'il recevra quelques années plus tard dans l'armée russe. En réalité, Suchorzewski, comme la plupart des opposants à la Constitution, refusa de participer au cortège.
Parmi les personnages notables au centre du tableau, à gauche de Małachowski, figurent d'autres partisans de la Constitution. Le prêtre Hugo Kołłątaj (11) est le plus en vue, faisant des gestes de dédain à Suchorzewski,. Plusieurs autres personnages à proximité sont décrits dans des sources, mais leur emplacement précis n'est pas clair, ou les sources se contredisent. Le prêtre tenant la Bible (12) est probablement Feliks Paweł Turski (pl), bien que certains l'identifient comme étant Tymoteusz Gorzeński (pl),. Les personnages à droite de Kołłątaj représentent le grand maréchal lituanien, Ignacy Potocki (13), et peut-être Adam Kazimierz Czartoryski (14) (bien que certaines sources identifient Czartoryski ailleurs dans le tableau, à proximité de Kościuszko). Autour de Kołłątaj se trouvent probablement le prêtre Scipione Piattoli (15) et Tadeusz Matuszewicz (pl) (16).

### Gauche
Le roi Stanisław August Poniatowski (17) monte les escaliers de l'église,. Matejko n'aimait pas beaucoup Poniatowski, et il le dépeint dans une posture assez pompeuse, la main tendue pour être embrassée, et en compagnie de nombreuses jolies dames, confortant sa réputation de « coureur de jupons ». L'inclusion de Poniatowski dans la procession est l'une des libertés artistiques de Matejko, car il était arrivé à l'église avant la procession. Une femme lui tend une couronne de laurier (18) ; des sources l'ont identifiée comme la princesse de Courlande Dorothea von Medem (Dorothea Biron) ou Róża z Martynkowskich, épouse de l'ancien maire de Varsovie Jan Dekert (en). Derrière elle (la plus à gauche du groupe de deux femmes, avec seulement son visage visible) se tient Elżbieta Grabowska (19), la maîtresse du roi et mère de ses enfants. Aux portes de l'église, l'ancien maire de Varsovie Jan Dekert (20) s'incline,. Il est accompagné de sa fille Marianna (en robe jaune, dos au spectateur) prenant une position proéminente près du roi (38),. L'inclusion de Dekert dans le tableau est un autre exemple de Matejko prenant des libertés avec l'histoire, car il mourut en octobre 1790 : il était une figure bourgeoise importante associée à la loi sur les villes royales libres (en), qui a été incorporée dans la Constitution.
Derrière le roi, les mains sur la tête, se trouve le prince Antoni Stanisław Czetwertyński-Światopełk (21), autre opposant à la Constitution, connu pour être à la solde des Russes. En dessous de lui se trouve un autre opposant à la Constitution, Antoni Polikarp Złotnicki (pl) (22). Un royaliste français anonyme vêtu de noir (23) est montré terrifié par la scène, voyant une autre révolution en cours. Il lève la main au-dessus de la tête du roi.
Dans le groupe de personnes rassemblées sous le roi, dans une autre reconnaissance de l'importance des bourgeois, se trouve le bourgeois Jan Kiliński (en) (24), l'un des dirigeants du soulèvement de Kościuszko. À sa droite, en marge de la foule, se trouve le prêtre Clemens Maria Hofbauer (25), qui dirigeait un orphelinat et une école à Varsovie et est canonisé par l'église catholique.

### Droite
À la droite de Sapieha se trouvent le réformateur Stanisław Staszic (26) et, avec sa main autour de Staszic, Andrzej Zamoyski (27), auteur du codex Zamoyski (en), une tentative antérieure de réforme de l'État. À gauche de Staszic, la tête de l'évêque de Smolensk, Tymoteusz Gorzeński (pl) (28), est visible dans la foule. Sous Staszic et Zamoyski, la main tendue, Kazimierz Konopka (pl) (29), secrétaire de Kołłątaj et l'un des Jacobins polonais (en) ; Konopka a une fleur française bleu-blanc-rouge dans son chapeau et un czekan (pl), une arme entre la hache et le marteau, dans sa main. Au-dessus d'eux se trouve un prêtre orthodoxe oriental sans nom (30) ; le personnage à sa droite (31) est soit Paweł Ksawery Brzostowski (en), pionnier des réformes agraires, soit Józef Stępkowski (en), un personnage moins progressiste. Cette alignement de personnages se termine par Antoni Tyzenhauz (en) (32), fonctionnaire lituanien et réformateur. À droite de Zamoyski se trouve un paysan sans nom (33). Son attitude passive est considérée comme une représentation de l'attitude insouciante de la paysannerie polonaise envers les réformes.
À leur droite se trouve le neveu du roi, le prince Józef Poniatowski (34), en uniforme de la cavalerie légère du duché de Varsovie et monté sur un cheval gris. L'uniforme est un autre exemple de préfiguration ; Poniatowski devint le commandant en chef de l'armée du duché et mourut lors de la bataille de Leipzig. Au moment de l'adoption de la Constitution, il était le commandant de la garnison de Varsovie et est représenté gardant un œil sur le cortège, avec ses soldats alignés pour garder la rue. À sa droite, partiellement masqué par la tête du cheval de Poniatowski, se trouve Stanisław Mokronowski (en) (35), député, général et futur chef du soulèvement de Kościuszko en Lituanie.
Tout en bas à droite, deux juifs polonais sont au bord de la scène ; le plus jeune (36) est généralement décrit comme captivé par les événements, les regardant avec espoir, mais la plupart des analyses se concentrent sur l'homme plus âgé (37), dont la main fait un geste Sy, git (« c'est bien »),,,. L'interprétation de ce personnage varie : tandis que certains suggèrent qu'il exprime son intérêt et son soutien pour la Constitution, qu'il considère comme une promesse de nouvelles réformes qui amélioreront la situation des Juifs (la Constitution ne les a pas abordés de manière significative,), d'autres le placent, ainsi que l'autre Juif, parmi les opposants à la Constitution, les décrivant comme renfrognés et troublés, anticipant avec joie la fin de la République, ou du moins préoccupés par les réformes libérales,. Cette dernière interprétation peut également être étayée par le fait que Matejko avait tendance à représenter les Juifs dans ses peintures dans des rôles négatifs.